# 61E busz (Budapest)
A budapesti 61E jelzésű autóbusz az Örs vezér tere és Rákoskeresztúr, Városközpont között közlekedett. A két végállomása között egyik megállóban sem állt meg. A vonalat a Budapesti Közlekedési Zrt. üzemeltette.

## Története
1974. március 1-jétől 161E jelzéssel új expresszjárat közlekedett az Örs vezér tere és Rákoskeresztúr, Ferihegyi út között. A járat 1977. január 1-jén a 61E jelzést kapta. Augusztustól az 1969-ben épült és 1977-ben kibővített rákoskeresztúri buszvégállomásról indult.
2004-ben és 2005-ben a 2-es metró Deák tér – Stadionok közötti szakaszának felújításának idején a 161E jelzéssel egy másik expresszjárat is indult a Blaha Lujza tér és Rákoskeresztúr, Városközpont között.
A 2-es metró Stadionok – Örs vezér tere közötti felújításakor 2007-ben nem közlekedett, helyette a 161E busz június 9. és július 6. között a Keleti pályaudvar és Rákoskeresztúr, Városközpont között, míg július 7. és augusztus 19. között a Blaha Lujza tér és Rákoskeresztúr, Városközpont között járt.
2008. szeptember 5-én a 61E megszűnt, helyette 97E, 169E és 261E jelzéssel új gyorsjáratokat indítottak, melyek a Keresztúri úti felüljáró és Rákoskeresztúr, városközpont között minden megállóban megállnak. Megszűnése előtt a vonalon csak Ikarus 435-ös csuklós buszok jártak.

## Útvonala
| Rákoskeresztúr, Városközpont felé:                                                                                            | Örs vezér tere felé: |
| --- | --- |
| Örs vezér tere vá. – Fehér út – Gyógyszergyári utca – Keresztúri út – felüljáró – Pesti út – Rákoskeresztúr, Városközpont vá. | Rákoskeresztúr, Városközpont vá. – Pesti út – felüljáró – Keresztúri út – Gyógyszergyári utca – Fehér út – Örs vezér tere vá. |

## Megállóhelyei
| 161E (Örs vezér tere – Rákoskeresztúr, Ferihegyi út elágazás) | 161E (Örs vezér tere – Rákoskeresztúr, Ferihegyi út elágazás) | 161E (Örs vezér tere – Rákoskeresztúr, Ferihegyi út elágazás) | 161E (Örs vezér tere – Rákoskeresztúr, Ferihegyi út elágazás) | 161E (Örs vezér tere – Rákoskeresztúr, Ferihegyi út elágazás) | 161E (Örs vezér tere – Rákoskeresztúr, Ferihegyi út elágazás)                                                                    | 161E (Örs vezér tere – Rákoskeresztúr, Ferihegyi út elágazás)                                                                          | 161E (Örs vezér tere – Rákoskeresztúr, Ferihegyi út elágazás) |
| 61E (Örs vezér tere – Rákoskeresztúr, Városközpont)           | 61E (Örs vezér tere – Rákoskeresztúr, Városközpont)           | 61E (Örs vezér tere – Rákoskeresztúr, Városközpont)           | 61E (Örs vezér tere – Rákoskeresztúr, Városközpont)           | 61E (Örs vezér tere – Rákoskeresztúr, Városközpont)           | 61E (Örs vezér tere – Rákoskeresztúr, Városközpont)                                                                              | 61E (Örs vezér tere – Rákoskeresztúr, Városközpont)                                                                                    | 61E (Örs vezér tere – Rákoskeresztúr, Városközpont)           |
| Perc (↓)                                                      | Perc (↓)                                                      | Megállóhely                                                   | Perc (↑)                                                      | Perc (↑)                                                      | Átszállási kapcsolatok | Átszállási kapcsolatok |                                                               |
| 1976                                                          | 2008                                                          | Megállóhely                                                   | 1976                                                          | 2008                                                          | a 161E megszűnésekor (1976) | a 61E megszűnésekor (2008) |                                                               |
| ------------------------------------------------------------- | ------------------------------------------------------------- | ------------------------------------------------------------- | ------------------------------------------------------------- | ------------------------------------------------------------- | --- | --- | ------------------------------------------------------------- |
| 0                                                             | 0                                                             | Örs vezér tere 61E és 161E végállomás                         | 18                                                            | 17                                                            | Gödöllői és csömöri HÉV 31, 31A, 31B, 31C, 31Y, 32, 45, 45Y, 46, 61, 61A, 67, 76, 85, 85A, 100, 132, 132Y, 144, 144A, 176 13, 62 | Gödöllői és csömöri HÉV 31, 32, 44, 45, 61, 61, 67, 85, 85, 100, 131, 144, 168, 176E, 231, 244, 276E, 277, Rákoskert 3, 62, 62A 81, 82 |                                                               |
| 18                                                            | ∫                                                             | Rákoskeresztúr, Ferihegyi út elágazás 161E végállomás         | 0                                                             | ∫                                                             | 61, 61A, 61B, 62, 62A, 62B, 69, 69A, 80, 80A, 97, 97Y, 98, 98Y, 162                                                              | Nem érintette |                                                               |
| ∫                                                             | 18                                                            | Rákoskeresztúr, Városközpont 61E végállomás                   | ∫                                                             | 0                                                             | Nem érintette | 46, 61, 62, 69, 69A, 80, 97, 98, 161, 162, 198, 297, Keresztúr                                                                         |                                                               |

## A kultúrában
A 61E járat neve „hatvanegyes expressz busz”-ként elhangzik a Bëlga Kalauz című számában.